# Elysia entredosaguas
Elysia entredosaguas is een slakkensoort uit de familie van de Plakobranchidae. De wetenschappelijke naam van de soort werd voor het eerst geldig gepubliceerd in 2014 door Ortea en Bacallado.